# 奎氏兄弟 (電影)
《奎氏兄弟》（英語：Quay）是一部2015年英國紀錄短片，由克里斯多福·諾蘭執導，斯蒂芬·奎伊及提莫西·奎伊主演，2015年8月19日於紐約電影論壇發布，並於2016高雄電影節首次在臺灣放映。

## 演員
- 斯蒂芬·奎伊（英语：Brothers Quay）飾演他自己
- 提莫西·奎伊（英语：Brothers Quay）飾演他自己

## 外部連結
- 互联网电影数据库（IMDb）上《奎氏兄弟》的资料（英文）
- 豆瓣电影上《奎氏兄弟》的資料 （简体中文）
- 爛番茄上《奎氏兄弟》的資料（英文）